# Tomb Raider: The Last Revelation
Tomb Raider: The Last Revelation, anche noto come Tomb Raider IV, è un videogioco action-adventure sviluppato da Core Design e pubblicato da Eidos Interactive, quarto capitolo della celebre serie videoludica di Tomb Raider, il videogioco ha visto la luce su PC, PlayStation e Sega Dreamcast rispettivamente il 31 ottobre 1999, il 22 novembre 1999 e il 13 aprile 2001.
Dal 26 gennaio 2011, il videogioco è scaricabile per PlayStation 3 e PlayStation Portable da PlayStation Network e, per PC, da Steam e GOG.

## Trama
Angkor Wat, Cambogia, 1984. Una giovane Lara Croft e il suo mentore Werner Von Croy sono impegnati nella ricerca di un antico manufatto chiamato Iride. Istruita e guidata da Von Croy attraverso le sale del tempio, Lara dà subito prova delle sue grandi abilità atletiche, ma l'addestramento rivela anche la nascente rivalità tra lei e il suo mentore. Una volta giunti nella sala in cui è custodita l'iride, Lara cerca di convincere Von Croy a lasciare l'artefatto lì dove si trova poiché la vicina iscrizione parla di una maledizione che si abbatterà su chi cercherà di mettere le mani sull'Iride, ma l'altro la ignora sminuendo l'avvertimento e si avvicina per raccoglierla, quando un improvviso terremoto fa crollare il tetto della sala. Von Croy rimane intrappolato nella grande sfera che racchiudeva l'antico reperto, mentre Lara fugge appena in tempo dal crollo.
1999. Lara si trova in Egitto alla ricerca di un antico manufatto, l'amuleto di Horus, e scopre un antico passaggio nel deserto attraverso cui arriva all'interno di una grande tomba sotterranea. L'archeologa supera trappole e nemici, giungendo infine nella sala in cui è custodito l'amuleto, che rimuove da un sarcofago. Uscita dalla tomba, esamina i geroglifici incisi sull'amuleto:
(Iscrizione sull'amuleto di Horus.)
Lara viene attaccata da un gruppo di mercenari, dai quali fugge a bordo di una jeep: dopo un rocambolesco inseguimento riesce a seminarli balzando con tutto il veicolo a bordo di una chiatta che naviga sul Nilo: qui scopre che i mercenari sono stati assoldati dal suo vecchio mentore, Werner Von Croy.
Lara si reca dal suo amico egittologo Jean-Yves, che le rivela come rimuovendo l'amuleto di Horus ella abbia liberato lo spirito di Seth. Alla ricerca di soluzioni per fermare il dio, Lara si reca nel complesso templare di Karnak e nella tomba di Semerkhet. Ostacolata dai guerrieri Tuareg assoldati da Von Croy, Lara giunge all'ingresso della tomba, dove ha uno scontro con Von Croy che le sottrae l'amuleto e la rinchiude nella tomba. Al suo interno, Lara scopre che l'unico modo per fermare Seth è recuperare i pezzi dell'armatura di Horus e applicarli alla statua del dio nei sotterranei della Grande Piramide di Giza, così da far rinascere Horus, l'unico in grado di fermare Seth. Uscita dalla tomba, Lara fugge a bordo di una locomotiva, cui sgancia i vagoni per distanziare i sicari di Von Croy.
Lara si reca da Jean-Yves ad Alessandria: l'egittologo ha scoperto che Cleopatra, consapevole del potere dell'Armatura, l'aveva fatta nascondere nel suo palazzo; per raggiungerlo, Lara attraversa le catacombe, il tempio di Poseidone, la biblioteca ed il faro inabissato, oltre al parco divertimenti abbandonato appartenuto a un eccentrico collezionista. Nel palazzo di Cleopatra assiste ad alcuni fenomeni soprannaturali, quali il progressivo risveglio di scheletri, spettri e altre creature a guardia dell'armatura, ma riesce ad avere la meglio e a recuperarne tutti i pezzi. Ritornata da Jean-Yves scopre che il suo amico è stato rapito da Von Croy, che propone di rilasciarlo in cambio dell'armatura; Von Croy è diretto al Cairo, dove si trova l'antica tavoletta cerimoniale che spiega il rituale per risvegliare o confinare definitivamente Seth. Lara lo raggiunge a bordo di una motocicletta e trova la capitale invasa di locuste, mentre un gigantesco drago ha bloccato l'accesso alla Cittadella dove Von Croy ha portato Jean-Yves. Aiutata dal coraggioso sacrificio di un militare, Lara libera Jean-Yves e raggiunge Von Croy ormai in possesso della tavoletta cerimoniale; l'uomo, ormai posseduto da Seth, le propone di sottomettersi a lui, ma Lara lo rinchiude sotto la cittadella, gli sottrae l'amuleto di Horus e si dirige verso Giza.
Lara si fa strada con molta fatica prima nei sotterranei della Sfinge e in seguito attraverso le piramidi del complesso archeologico, riuscendo infine a entrare nel tempio di Horus sotto la Grande Piramide, dove posiziona i pezzi dell'armatura e l'amuleto sulla statua di Horus, che però viene distrutta da uno sciame di locuste. Seth si manifesta davanti a Lara, la quale recupera l'amuleto e fugge verso l'ingresso del tempio sfuggendo a Seth; lì utilizza l'amuleto di Horus per chiudere l'ingresso del tempio e imprigionarvi il dio, quindi, stanca e distrutta, arranca verso l'uscita della Grande Piramide, dove appare Von Croy liberato dall'influenza di Seth. L'ingresso della piramide inizia a crollare, ma Lara, non fidandosi di Von Croy, rifiuta l'aiuto del suo mentore e rimane seppellita sotto le macerie del cunicolo che collassa su se stesso. Costernato, Von Croy osserva impotente l'ingresso ormai distrutto: un busto di Seth marchia con la sua malvagità la tragedia appena avvenuta.

## Caratteristiche tecniche

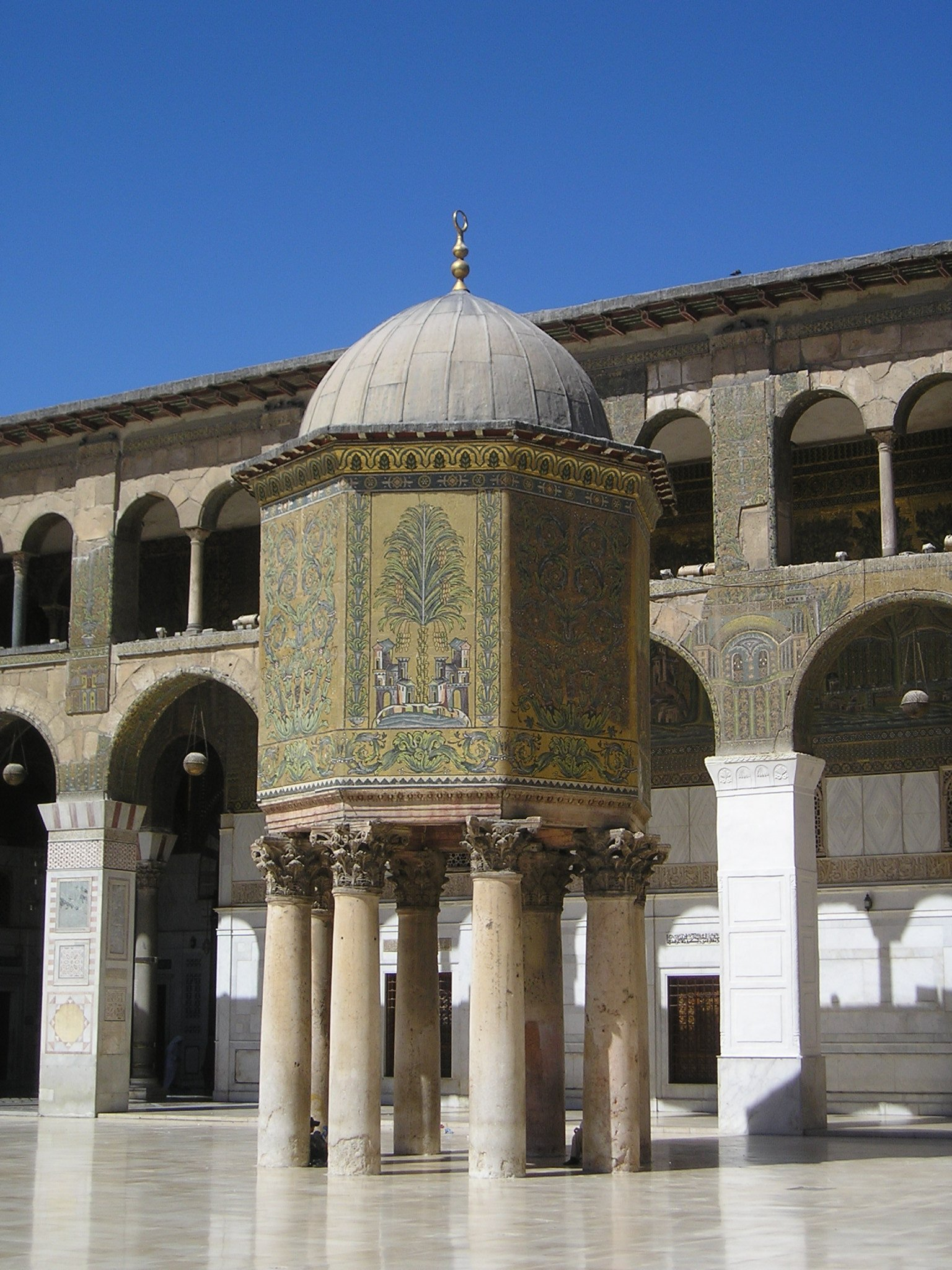
Il piccolo duomo con i tesori della Moschea degli Omayyadi di Damasco appare tra le panoramiche del menu di gioco

Core Design decise di utilizzare anche in The Last Revelation il motore grafico dei precedenti episodi della serie, a cui vennero aggiunte nuove funzioni e peculiarità, tra cui l'implementazione del bump mapping, nebbia ed effetti ottici, un nuovo sistema d'illuminazione e un livello interamente ambientato su un treno in movimento. Fu inoltre utilizzato per la prima volta un menu di gioco animato, costituito da una serie di ambientazioni ispirate a quelle del gioco inquadrate attraverso lunghe sequenze panoramiche, in cui Lara combatteva contro nemici, sfuggiva ad antiche trappole o recuperava preziosi reperti.

## Modalità di gioco
Il gameplay di The Last Revelation, seppur non discostandosi molto dai precedenti videogiochi della serie, venne arricchito da nuovi enigmi e da un'intelligenza artificiale dei nemici più varia e accurata. In The Last Revelation il numero dei livelli è praticamente raddoppiato rispetto ai capitoli precedenti, e inoltre appare per la prima volta la possibilità di passare da un livello all'altro del gioco, caratteristica essenziale per portare a termine alcuni di essi, in cui gli elementi necessari per proseguire vengono recuperati in più livelli collegati tra loro.

### Lara
Lara venne dotata di nuove mosse, tra cui la possibilità di salire e scendere lungo pali verticali, appendersi e dondolarsi a corde appese al soffitto e svoltare gli angoli di percorsi sospesi. Per la prima volta Lara muove le labbra durante gli intermezzi filmati e furono implementate inoltre alcune nuove animazioni per l'attivazione di interruttori e leve. Il modello di Lara venne ulteriormente migliorato e arricchito con un maggior numero di poligoni e texture, anche per evitare alcuni antiestetici difetti presenti nei precedenti episodi.
Viene inoltre implementata la "mira manuale": nei precedenti episodi, nelle sessioni di combattimento e sparatorie Lara mirava automaticamente al nemico più vicino, consentendo al giocatore di eliminarlo con relativa facilità; grazie alla nuova opzione, invece, il giocatore può scegliere di evitare che Lara miri automaticamente, in modo da dover posizionare Lara in una posizione adatta a mirarlo e variare così il sistema di shooting.

### Inventario
Il classico inventario "ad anello" dei precedenti Tomb Raider venne sostituito da un'interfaccia in cui gli oggetti recuperati e i menù di salvataggio e caricamento sono disposti "in linea". I frammenti di alcuni oggetti possono essere combinati tra loro per creare l'oggetto completo o per applicare migliorie ad alcune armi, come per la balestra e la rivoltella, a cui è possibile applicare il mirino laser, utile per alcune prove di tiro al bersaglio. Ritorna dopo la sua assenza come oggetto dell'inventario nel primo Tomb Raider la bussola, presente come strumento sul lato sinistro dell'inventario, utile a risolvere un enigma del livello Cittadella e ad abilitare i trucchi disponibili. Core Design aveva inizialmente annunciato la presenza di un diario di Lara tra gli oggetti dell'inventario, che avrebbe rivestito una grande importanza in termini di gameplay, ma questo elemento non venne poi mantenuto nella versione finale.

### Armi
In questo capitolo mancano mitragliatrici a due mani, lanciarazzi e fiocina, ed oltre alle classiche pistole il campionario è costituito da:
- Fucile a pompa, con munizioni normali o ad ampio raggio.
- Doppie mitragliette uzi.
- Balestra potenziabile con l'aggiunta del mirino laser, utilizza tre tipi di munizioni: frecce standard, avvelenate ed esplosive.
- Rivoltella, a cui è possibile applicare il mirino laser.
- Lanciagranate, equipaggiato con tre tipi di munizioni: granate standard, granate accecanti (utili solo contro bersagli umani) e granate a frammentazione.
- Medikit grandi e piccoli per il ripristino dell'energia.
- Razzi luminosi per illuminare luoghi con scarsità di luce.

### Musica
La musica originale fu composta, prodotta ed arrangiata da Peter Connelly. Il tema principale di questo episodio è una sinfonia elettronica con influenze egiziane, che conserva in gran parte le stesse note dei temi principali dei primi tre episodi ma è completamente riorchestrata.

### Segreti
Nel corso dei 35 livelli di gioco, Lara potrà recuperare un totale di 70 segreti. Mentre nel primo livello i segreti sono costituiti da piccoli teschi dorati, nei livelli successivi (eccetto nel livello Corsa per l'Iride, dove non sono presenti) i segreti sono costituiti da scorte extra di armi, medikit o munizioni, segnalati, una volta raggiunti, da un breve segnale sonoro. A differenza di Tomb Raider II (Golden Mask), Tomb Raider III e Tomb Raider: Chronicles, in cui recuperare tutti i segreti del gioco permette di accedere a livelli bonus o contenuti speciali, il recupero dei 70 segreti di The Last Revelation non sblocca alcuna caratteristica aggiuntiva, anche se il percorso per i segreti spesso costituisce una porzione di gameplay a sé stante, con aree non pertinenti al percorso standard del livello, che aumentano la difficoltà generale del gioco.

### Veicoli
Lara può guidare due nuovi veicoli:
- Fuoristrada: disponibile nei livelli La Valle dei Re e KV5.
- Motocarrozzetta: disponibile nei livelli La Città dei morti, Moschea di Tulun, Bazar, Ingresso alla Cittadella e Fossati.

### Personaggi
- Lara Croft: l'avventurosa archeologa inglese questa volta è alla ricerca dell'Amuleto di Horus, ma si troverà a fronteggiare il terribile dio egizio del caos Seth.
- Werner Von Croy: famoso archeologo austriaco[7] e vecchio mentore di Lara, è anch'egli alla ricerca dell'Amuleto di Horus.
- Jean-Yves: archeologo francese amico di Lara, le cui profonde conoscenze dell'Antico Egitto le saranno di grande aiuto nel corso dell'avventura. Ispirato all'egittologo francese Jean-Yves Empereur.
- Guida: assunto da Lara per condurla alla Tomba di Seth, si rivelerà un uomo di Von Croy e abbandonerà Lara all'interno della Tomba di Seth.
- Sergente Azizus: Lara lo incontra, moribondo, cercando di entrare nella Cittadella. Si sacrificherà per distruggere il drago che ne blocca l'accesso consentendo a Lara di proseguire l'avventura.
- Seth: il dio egiziano del caos e della distruzione, che Lara libera inavvertitamente sottraendo dal suo sarcofago l'Amuleto di Horus. Si incarna in Werner Von Croy per impedire a Lara di evocare l'unico in grado di distruggerlo, Horus.

### Doppiaggio
| Personaggio                | Doppiatore italiano |
| -------------------------- | ------------------- |
| Lara Croft                 | Elda Olivieri       |
| Werner Von Croy e la guida | Raffaele Fallica    |
| Semerkhet                  | Marco Balbi         |
| Sergente Azizus            | Silvano Piccardi    |
| Soldato salvato da Lara    | Antonio Paiola      |

### Errori nella traduzione italiana
- Nei due livelli introduttivi ambientati in Cambogia, per un fraintendimento durante la fase di doppiaggio (nel doppiaggio dei videogiochi è prassi recitare le battute sentendo solamente l'audio originale, senza avere un riscontro visivo) Lara è stata doppiata come se fosse un'adulta e non una sedicenne come l'aspetto e il periodo storico (1984) suggerirebbero.
- Il nome del livello Camera della Grande Ipostele non ha senso; in realtà dovrebbe chiamarsi Grande sala ipostila (cioè "grande sala con colonne"), luogo realmente esistente del Tempio di Karnak. Il nome inglese The Great Hypostyle Hall è invece corretto.
- Il livello Libreria Perduta (The lost Library) si riferisce all'antica Biblioteca di Alessandria, sbagliando la traduzione del falso amico library.
- Nel livello Sotterranei della sfinge si raccoglie un foglio con le corrispondenze dei geroglifici con le lettere dell'alfabeto latino. Questo oggetto è chiamato Scrap of Paper ("pezzo di carta") nell'originale inglese ed è stato tradotto in italiano come Stele di Paper.
- I nomi dei faraoni Cheope e Micerino non sono stati adattati, rimanendo rispettivamente Khefu e Menkaure, nomi semisconosciuti in italiano. In un filmato del livello 29, inoltre, nella versione italiana un personaggio pronuncia il nome di Micerino/Menkaure in maniera sbagliata, Menkari.
- La traduzione del titolo del livello 33 è errata, poiché non esiste alcuna Regina Kephri e relativa piramide; il titolo corretto sarebbe Piramidi delle Regine di Cheope, un complesso realmente esistente nei pressi della Piramide di Cheope.

### Nemici del gioco
- Cinghiale: nemico presente solo nel primo livello, è poco pericoloso. Lara, essendo ancora giovane e disarmata, non può eliminarlo ma solo oltrepassarlo o attendere che Von Croy lo uccida.
- Scorpioni: esistono tre diversi nemici di questo tipo: una prima variante è rossa, poco pericolosa. La seconda è nera e può avvelenare Lara. L'ultima è una variante gigante, presente solo nei livelli finali a Giza, molto resistente.
- Sciacalli: pericolosi, agili e aggressivi ma non molto resistenti.
- Coccodrilli: estremamente aggressivi, sono in grado di muoversi sia a terra che in acqua.
- Pipistrelli: piccoli, poco pericolosi ma aggressivi, sono difficili da individuare.
- Scarabei: sbucano improvvisamente in massa da pertugi nascosti o da buchi nei muri, sono estremamente voraci e non è possibile eliminarli.
- Toro: nemico estremamente pericoloso, è impossibile eliminarlo perché protetto da una dura corazza. È però utile a Lara per liberare passaggi bloccati e attivare interruttori speciali. Presente in due varianti, la prima nel livello Guardiano di Semerkhet, la seconda nei livelli Bazar e Sotterranei della Sfinge.
- Mummie: nemici presenti sia nel livello Camere di Sepoltura che nel livello Dentro la piramide di Menkaure. È possibile eliminarle solo usando armi esplosive, come il lanciagranate o le munizioni esplosive per la balestra. Si muovono lentamente ed è facile seminarle.
- Sicari di Von Croy: nemici agili e aggressivi, armati di mitragliatore uzi e saif.
- Guerrieri Tuareg: nemici molto agili e pericolosi, sono armati di mitraglietta uzi e di una spada speciale che permette loro di deviare i colpi sparati da Lara.
- Fantasmi: esistono tre varianti di questo nemico, ciascuna con un proprio, peculiare metodo di eliminazione:
  - La prima è di colore bianco, e si limita a sfiorare Lara fancedole perdere energia. Questa prima variante appare nei livelli Catacombe e Tempio di Poseidone e può essere eliminata solo trovando delle statue dalla testa di falco nelle aree vicine, intorno a cui lo spettro girerà fino a dissolversi.
  - La seconda e più pericolosa variante è rossa, e sfiorando Lara può farle prendere fuoco. È presente sia nel livello Tomba di Semerkhet che nel livello Libreria Perduta. Solo gettandosi in acqua il fantasma seguirà Lara dissolvendosi al contatto.
  - L'ultima variante è di colore azzurro, provoca un danno maggiore e può essere eliminata solo gettandosi nell'acqua (dove seguirà Lara e trasformerà la superficie in ghiaccio dissolvendosi). È presente nei livelli Tomba di Semerkhet e La Città dei Morti.
- Squalo martello: veloce e aggressivo, è presente solo nel livello Faro, Tempio di Iside.
- Scheletri: emergono dalla terra o si rianimano quando Lara passa loro vicino. Sono immuni ai colpi delle pistole di Lara, ma possono essere eliminati spingendoli nei burroni usando la potenza del fucile a pompa o colpendoli con munizioni esplosive. È possibile eliminarli anche mirando alla testa con il mirino della balestra: senza testa inizieranno a correre senza meta fino a precipitare in qualche burrone. Ne esiste una variante, con i resti di un'armatura indosso, presente nei livelli Faro, Tempio di Iside e Palazzo di Cleopatra.
- Fenice: presente solo nei livelli Faro, Tempio di Iside e Palazzo di Cleopatra. Lancia dalla coda dei colpi debilitanti e aggredisce Lara con i suoi artigli.
- Cavaliere meccanico: presente esclusivamente nel livello Libreria perduta, indossa una spessa armatura metallica che lo rende particolarmente difficile da eliminare. Ha al centro del petto una gemma azzurra, suo unico punto debole. Può utilizzare un cavallo meccanico, che ne aumenta la difficoltà di eliminazione.
- Soldati egiziani: presenti esclusivamente nei livelli ambientati al Cairo, sono armati di fucile mitragliatore con lanciagranate incorporato.
- Locuste: hanno invaso la città del Cairo, e attaccano Lara all'improvviso in sciami. Non potendole eliminare, i loro attacchi possono risultare mortali se durano a lungo.
- Scarabei giganti: questi insetti volano tra i tetti delle strade del Cairo e si annidano tra i blocchi della Grande Piramide. Oltre ad aggredire Lara, tentano di spingerla nel vuoto con i loro attacchi.
- Drago: presente solo nel livello Ingresso alla Cittadella, sputa fiamme e sciami di locuste dalla bocca. Lara non può eliminarlo, e solo il sacrificio del coraggioso sergente Azizuh le permetterà di accedere alla Cittadella.
- Semidei: esistono tre varianti di questo nemico:
  - La prima è presente nel livello Palazzo di Cleopatra, dove due di essi sono a guardia degli ultimi pezzi dell'armatura di Horus. Questa variante indossa una robusta armatura, ha una maschera funeraria sul volto ed è armata di uno scettro che lancia fulmini azzurri molto debilitanti.
  - La seconda variante, presente solo nel livello Moschea di Tulun, ha la testa di un toro ed è armata di un martello con cui percuote il pavimento vicino a Lara causandole molto danno e rendendole impossibile azionare leve e arrampicarsi. Non può essere eliminata.
  - L'ultima variante, presente nei livelli Mastaba e Piramidi delle Regine di Khefu, ha la testa di un falco e spara dallo scettro colpi piuttosto debilitanti.
- Cavalieri templari: risvegliati da Von Croy grazie al potere di Seth, sono solo due e si trovano solo nel livello Cittadella. Sono lenti e non possono essere eliminati, ma Lara può sfruttarli a suo vantaggio.
- Sorveglianti: sono presenti solo nei livelli Piramide di Menkaure e Piramidi delle regine di Khefu. Lara può aiutarli ad abbattere gli scorpioni giganti che hanno invaso il complesso, ma se attaccati diventeranno immediatamente ostili.
- Scimmie: ve ne sono di tre tipi nel livello Mastaba, dove sono attivate da tre diverse leve, ciascuna caratterizzata da una statua che rappresenta una scimmia che, rispettivamente, si copre gli occhi, le orecchie e la bocca. Le prime due sono aggressive ed aggrediranno Lara, l'ultima attiverà per lei una leva altrimenti irraggiungibile.
- Ammit: presente esclusivamente nel livello Tempio di Horus, viene liberata solo se Lara sbaglia gli enigmi della psicostasia.
- Seth: boss finale del gioco. Seth ha la capacità di volare e spara dalle mani dei colpi estremamente potenti che possono anche dare fuoco a Lara. Non è possibile ucciderlo, ma solo rinchiuderlo nel Tempio di Horus.

## Livelli
A destra abbiamo la carta d'Egitto con le locazioni visitati di Lara durante il gioco.
 Cambogia
- 1º Livello: Angkor Wat
- 2º Livello: Corsa verso l'Iride

 Egitto
- Valle dei Re
- 3º Livello: Il Sepolcro di Seth
- 4º Livello: Camere di sepoltura
- 5º Livello: La Valle dei Re
- 6º Livello: KV5

- Karnak

- 7º Livello: Tempio di Karnak

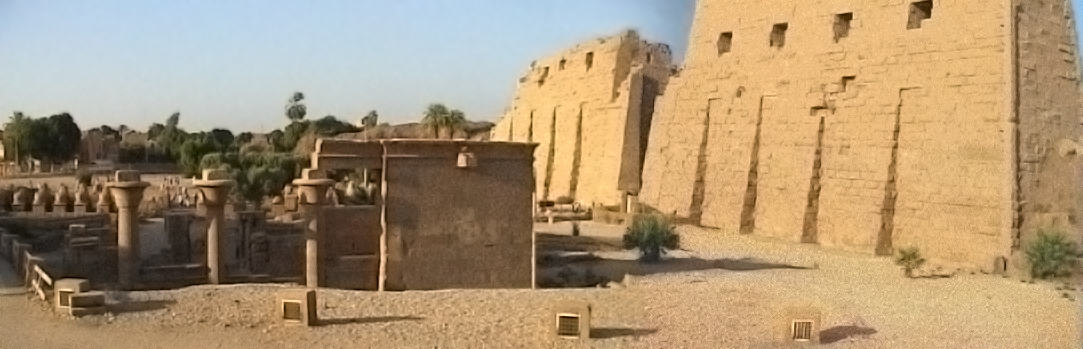
Il tempio di Karnak che ha ispirato quello del gioco

- 8º Livello: Camera della Grande Ipostele
- 9º Livello: Il Lago Sacro
- 10º Livello: Tomba di Semerkhet
- 11º Livello: Il Guardiano di Semerkhet

- Deserto Orientale
- 12º Livello: Ferrovia abbandonata

- Alessandria d'Egitto
- 13º Livello: Alessandria
- 14º Livello: Rovine costiere
- 15º Livello: Catacombe
- 16º Livello: Tempio di Poseidone
- 17º Livello: Libreria Perduta
- 18º Livello: Sala di Demetrio
- 19º Livello: Faro, Tempio di Iside
- 20º Livello: Palazzo di Cleopatra

- Cairo

- 21º Livello: La Città dei morti
- 22º Livello: Moschea di Tulun

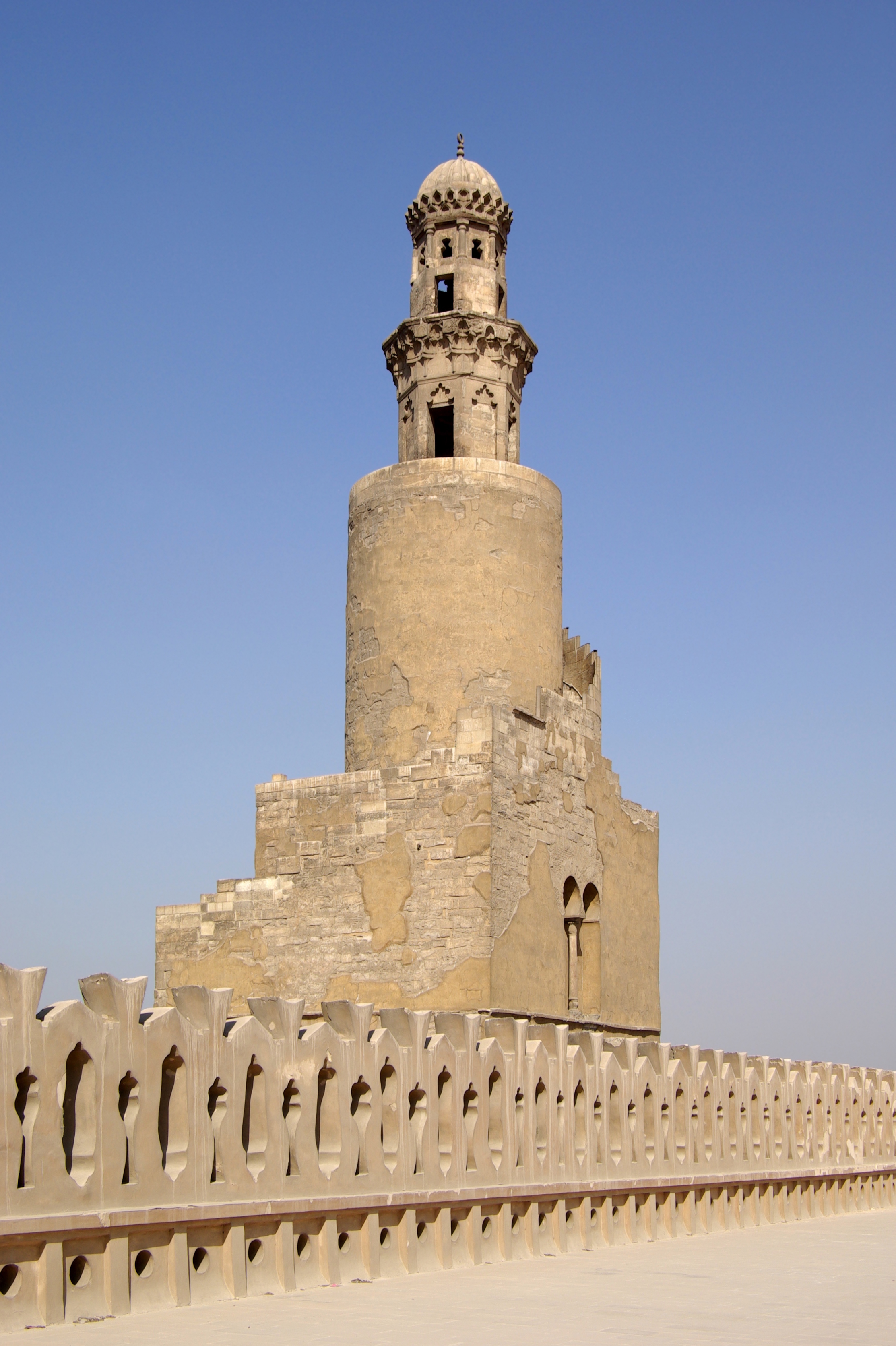
La moschea di Ibn Tulun

- 23º Livello: Ingresso alla Cittadella
- 24º Livello: Fossati
- 25º Livello: Bazar
- 26º Livello: Cittadella

- Necropoli di Giza

- 27º Livello: Complesso della Sfinge
- 28º Livello: Sotterranei della Sfinge
- 29º Livello: Piramide di Menkaure
- 30º Livello: Dentro la Piramide di Menkaure
- 31º Livello: Mastaba
- 32º Livello: La Grande Piramide
- 33º Livello: Piramidi delle Regine di Khefu
- 34º Livello: Dentro la Grande Piramide
- 35º Livello: Tempio di Horus

## Accoglienza
The Last Revelation ricevette in generale critiche positive ed ottenne un discreto successo di vendite, tuttavia inferiori a quelle dei precedenti episodi della serie.
GameSpot valutò la versione PC con un punteggio di 7,4/10, criticando il ritardo nell'aggiunta di innovazioni vere e proprie, ma valutando positivamente la grafica e la giocabilità. Alla versione PlayStation del gioco fu assegnato un punteggio di 6,0/10 criticando il comparto grafico e la sostanziale mancanza di vere innovazioni, pur lodando la musica e gli effetti sonori. La versione per Sega Dreamcast, primo titolo della serie Tomb Raider ad apparire sulla console, venne giudicata con un punteggio di 5,4/10.
Le versioni PlayStation e PC vennero valutate, rispettivamente, 8,5/10 e 7,0/10 su IGN. Ancora una volta le critiche si concentrarono sulla grafica datata, la mancanza di innovazioni e i controlli di gioco, ma furono giudicati positivamente il gameplay e l'atmosfera, molto più simile a quella del capostipite della serie, nonché il modo più lineare e preciso di raccontare la storia nel corso dei numerosi intermezzi filmati. Complessivamente l'intero gioco fu riconsiderato con il passare degli anni, venendo considerato come uno dei migliori della saga. 

## The Times Exclusive Tomb Raider Level
The Times Exclusive Tomb Raider Level è una breve avventura, costituita da un unico livello, pubblicata in allegato al noto quotidiano inglese The Times esclusivamente per PC nel 2001. Per eseguire l'avventura non è necessario possedere il disco di gioco di The Last Revelation.
Inizialmente Core Design aveva pianificato, come per i capitoli precedenti, la pubblicazione di una versione Gold del gioco. In seguito la casa di sviluppo decise di concentrarsi su Tomb Raider: Chronicles e Tomb Raider: The Angel of Darkness, abbandonando il progetto di un quarto Gold.

### Trama
Lara ha sotto gli occhi una vecchia copia del quotidiano londinese The Times, per la precisione quella contenente l'articolo sull'importante scoperta della tomba di Tutankhamon ad opera di Howard Carter. Subito dopo l'editore del giornale mostra a Lara un articolo più recente, proveniente direttamente dall'Egitto: nei pressi del sito archeologico sono stati scoperti nuovi cunicoli, forse connessi con qualche tomba adiacente. Lara, convinta ad avventurarsi nelle profondità della tomba, viene condotta all'archivio centrale, dove consulta qualche articolo e infine conclude fra sé «Time to finish what Carter has started» («È tempo di concludere quel che Carter ha iniziato»).